# Jon M. Tolman
Jon M. Tolman (, 1939) é um professor universitário estadunidense da Universidade do Novo México, autor de diversos estudos sobre o Brasil, notadamente sobre escritores do país, como Augusto Frederico Schmidt e Castro Alves.
Tolman foi, em 1994, um dos fundadores e primeiro presidente da associação Brazilian Studies Association (com sigla Brasa), entidade acadêmica "que visa fortalecer o intercâmbio entre o Brasil, Estados Unidos, América Latina e Europa através do desenvolvimento de estudos e pesquisas diversificado", criada em decorrência do aumento do "interesse por temas como a estabilidade econômica e política ou o meio ambiente em florestas tropicais" e contava já no seu início com mais de quatrocentos associados em vários países e, no seu primeiro encontro realizado em 13 e 14 de março daquele ano, em Atlanta, foram apresentados cerca de vinte e quatro trabalhos de especialistas em seus oito painéis.
Tolman dirigiu o Latin American Institute da Universidade do Novo México. Em 2002 foi agraciado com a medalha da Ordem do Mérito Cultural pelo governo do Brasil.